# Sissle
Die Sissle ist ein rund 18 Kilometer langer Bach im Kanton Aargau in der Schweiz. Er ist ein linker Zufluss des Hochrheins und entwässert den östlichen Teil des Fricktals. Die grösste Ortschaft am Bachlauf ist Frick.

## Name
Der Name könnte etymologisch mit dem indogermanischen Wort *sisku- für „trocken“ (urkeltisch *siskʷo-) in Verbindung stehen und möglicherweise auf den Unterlauf Bezug nehmen.

## Geographie

### Verlauf
Die Sissle entspringt auf dem Gemeindegebiet von Schinznach auf einer Höhe von 650 m ü. M. am Südhang des Dreierbergs und am Nordhang des Zeiher Hombergs, am Nordrand des Faltenjuras. Kurz nach der Quelle durchbricht der Bach eine Klus zwischen dem Dreierberg und dem Zeiher Homberg und fällt danach rasch ab. Er passiert die Talmatt und grenzt den Zeiher Ortsteil Iberg ab. Nach etwa zweieinhalb Kilometern passiert die Sissle auf einer Höhe von 450 Metern das Westportal des Bözbergtunnels mit dem heute stillgelegten Bahnhof Effingen. Dort musste sie infolge des Baus der Eisenbahnlinie kanalisiert werden.
Von Effingen an hat das Bachbett nur noch ein geringes Sohlgefälle. Der Bach folgt der Autobahn A3 zunächst frei fliessend, ist nach Hornussen jedoch kanalisiert. Der verbaute Abschnitt reicht bis Eiken, wo der Bach seine Fliessrichtung von Nordwest auf Nord ändert und in die Rheinebene eintritt. Er nimmt in Frick, auf der linken Seite, den von Wittnau kommenden Bruggbach auf. Auf den letzten zweieinhalb Kilometern mäandriert die Sissle stark und mündet dann auf einer Höhe von 290 m ü. M. beim Dorf Sisseln von links in den Hochrhein.

### Einzugsgebiet
Das 127,65 km² grosse Einzugsgebiet der Sissle liegt im Schweizer Jura und wird von ihr über den Rhein zur Nordsee entwässert.
Es besteht zu 40,0 % aus bestockter Fläche, zu 50,1 % aus Landwirtschaftsfläche, zu 9,5 % aus Siedlungsflächen und zu 0,4 % aus unproduktiven Flächen.
Flächenverteilung
Die mittlere Höhe des Einzugsgebietes beträgt 524,8 m ü. M., die minimale liegt bei 284 m ü. M. und die maximale bei 903 m ü. M.

### Zuflüsse
Von der Quelle zur Mündung
- (Bach vom) Iberg, von rechts auf etwa 610 m ü. M., 0,3 km
- (Bach aus dem) Buechmatt, von links auf etwa 610 m ü. M., 0,2 km
- (Bach aus dem) Zimmermatt, von rechts auf etwa 549 m ü. M., 0,6 km
- (Bach von der) Hombergtanne, von links auf etwa 536 m ü. M., 0,4 km
- (Bach aus der) Lütihuse, von links auf etwa 509 m ü. M., 0,3 km
- (Bach vom) Iberg, von rechts auf etwa 501 m ü. M., 1,9 km
- Fundelbächli, von links auf etwa 498 m ü. M., 0,5 km
- (Bach aus dem) Bächlimatt, von rechts auf etwa 484 m ü. M., 0,2 km
- (Bach aus dem) Chleischlegli, von links auf etwa 460 m ü. M., 0,3 km
- Sagenmülibach, von rechts auf etwa 442 m ü. M. südlich von Effingen, 2,5 km, 3,08 km²
- (Bach aus der) Engel, von links auf etwa 411 m ü. M., 1,0 km
- In der Mei, von links auf etwa 407 m ü. M., 0,2 km
- Effingerbach, von rechts auf etwa 397 m ü. M. in Bözen, 5,2 km, 14,34 km², 210 l/s
- Sörtelbach, von rechts auf etwa 391 m ü. M., westlich von Bözen 2,1 km
- (Bach aus dem) Schwarzebrunnen, von rechts auf etwa 390 m ü. M., 0,4 km
- Wolftelbach, von rechts auf etwa 383 m ü. M. in Hornussen, 1,5 km
- Zeiherbach, von links auf etwa 368 m ü. M. nach Hornussen, 7,1 km, 9,28 km², 140 l/s
- (Bach aus dem) Rebmatt, von rechts auf etwa 366 m ü. M., 0,4 km
- Staffeleggbach, von links auf etwa 352 m ü. M. vor Frick, 9,6 km, 20,94 km², 320 l/s
- (Bach aus) Im Sulg, von rechts auf etwa 351 m ü. M., 0,5 km
- Büttihaldenbach, von rechts auf etwa 347 m ü. M., 0,5 km
- Grabacher, von rechts auf etwa 342 m ü. M., 0,4 km
- Bruggbach (Sissle), von links auf etwa 338 m ü. M. in Frick, etwa 12 km
- Lammatbächlein/Moosbächli, von links auf etwa 336 m ü. M., etwa 2 km
- (Bach aus der) Jungen Rebe, von rechts auf etwa 336 m ü. M., 0,5 km
- Rümmetbach, von rechts auf etwa 334 m ü. M., etwa 1,5 km
- Starzelbächlein, von rechts auf etwa 329 m ü. M., etwa 1,9 km
- Mülerainbächlein, von rechts auf etwa 328 m ü. M., etwa 0,4 km
- Zelgli, von links auf etwa 328 m ü. M., etwa 1,0 km
- Müligraben, von rechts auf etwa 326 m ü. M., etwa 0,3 km
- Lenzenstiegbächlein, von rechts auf etwa 323 m ü. M., etwa 1,7 km
- Seckenbergbach, von links auf etwa 324 m ü. M., etwa 2,3 km
- Forenbächlein, von rechts auf etwa 317 m ü. M., etwa 2,7 km
- Kellergrabenbach, von links auf etwa 311 m ü. M. in Eiken, etwa 2,5 km

## Hydrologie
Bei der Mündung der Sissle in den Rhein beträgt ihre modellierte mittlere Abflussmenge (MQ) 1,98 m³/s. Ihr Abflussregime ist pluvial jurassien (pluvial-jurassisch) und ihre Abflussvariabilität beträgt 24.

## Geschichte

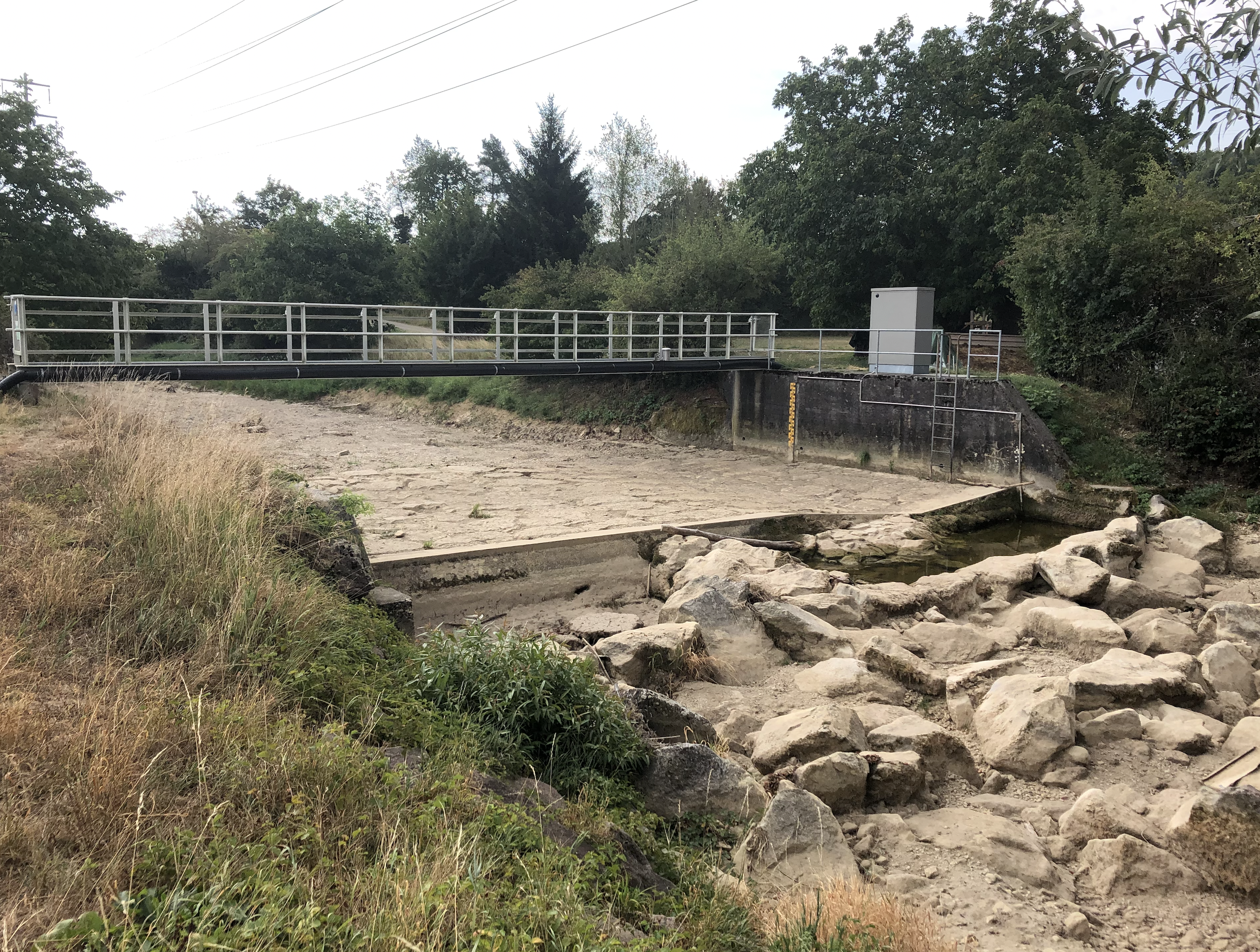
Das trockengefallene Flussbett im Sommer 2022

An der Mündung der Sissle in den Rhein soll es im Jahre 926 zu einem Gefecht zwischen im Zuge der Ungarneinfälle brandschatzenden Ungarn und Verbänden lokaler Bauernkrieger gekommen sein. Dazu berichtet Ekkehard IV. in seiner Chronik über einen gewissen Hirminger aus dem Frickgau, der diesen Angriff angeführt haben soll, während die ungarischen Reiterkrieger (Magyaren) gerade den Rhein für die Plünderung des Klosters Säckingen überqueren wollten. Diese chronikale Erwähnung der Sissle hat inzwischen Aufnahme in die Forschung gefunden und wurde jüngst im historischen Roman Flucht durch Schwaben von Rafael Wagner rezipiert.
Bei Hornussen und Oeschgen nutzten früher Mühlen und bei Eiken ein Sägewerk die Wasserkraft der Sissle. Die ehemalige Mühle von Frick bezog das Triebwasser hingegen über einen Kanal, genannt Mühlewuhr, aus dem Bruggbach; der Unterwasserkanal mündete unterhalb des Dorfes in die Sissle. Im 19. Jahrhundert entstand bei Frick eine Gipsmühle, die mit Wasser aus dem Neumattwuhr, einem Wässerungskanal, angetrieben wurde.
Bei Frick, Oeschgen und Sisseln diente das Wasser aus dem Fluss bis ins 19. Jahrhundert für die Bewässerung der Wiesen. Trümmer eines Wehrs im Flussbett bei Sisseln stammen noch vom ehemaligen Kanalsystem.
Seit dem 17. Jahrhundert sind Hochwasser der Sissle und Überschwemmungen bei Frick überliefert. In den 1850er und 1890er Jahren wurde der Fluss im Tal bei Frick kanalisiert. In einer niederschlagsarmen Periode im Sommer 2022 führte der Fluss im Unterlauf kein Wasser mehr.

## Brücken

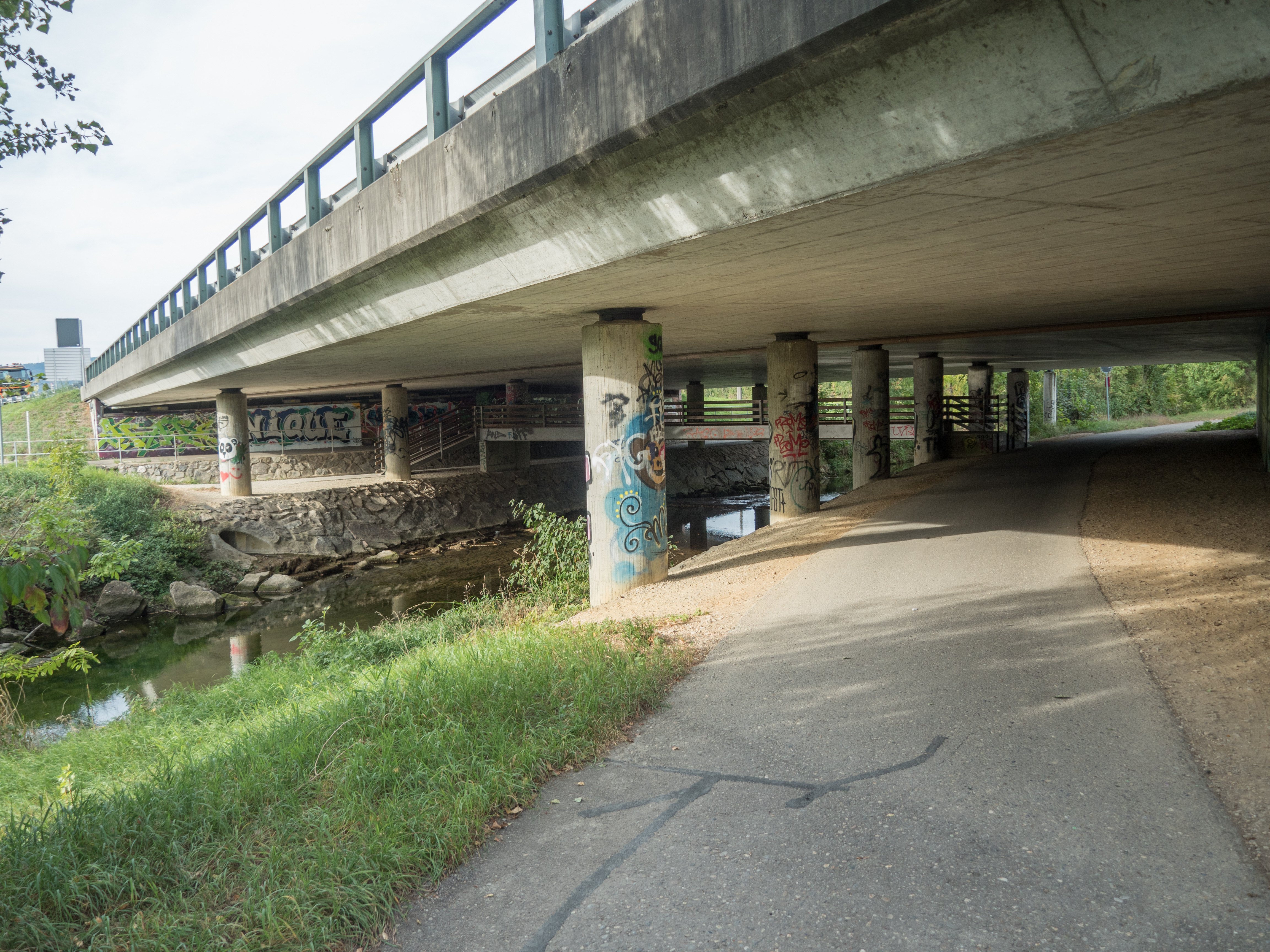
Die Autobahn A3-Brücke zwischen Frick und Oeschgen.

Der Bach wird von rund 50 Brücken überquert. Siebenmal überspannt die Autobahn A3 die Sissle.